# Sfârșitul verii
Sfârșitul verii este un film românesc din 2016 regizat de Alina Manolache.

## Distribuție
Distribuția filmului este alcătuită din:
- Georgel Lucan
- Paul Sasu
- Ciprian Cojocari
- Cezar Roman
- Adi Petru
- Călin Balmoș
- Lucian Ciocan
- Andrei Predescu
- Ionuț Lupașcu